# Alejuńce
Alejuńce (lit. Aliejūnai) − wieś na Litwie, w rejonie wileńskim, 5 km na północny zachód od Duksztów, zamieszkana przez 25 ludzi. Przed II wojną światową w Polsce, w powiecie wileńsko-trockim województwa wileńskiego.